# Гудаурі
Гудаурі (груз. გუდაური) — село, невеликий центр туризму і гірськолижний курорт, розташований на південних схилах Головного Кавказького хребта в Казбегському муніципалітеті Грузії, на Військово-Грузинській дорозі, неподалік від Хрестового перевалу на висоті 2150 м над рівнем моря (найвисокогірніший населений пункт на дорозі). В Російській імперії вважався найхолоднішим населеним пунктом на Кавказі з тих, де ведуться спостереження.
Відстань від Гудаурі до Тбілісі становить близько 120 км і займає близько 2 годин автомобілем.

## Історія
Згадки Гудаурі і Хрестового перевалу зустрічаються в джерелах з XVIII—XIX століть Михайло Лермонтов, Олександр Дюма та інші), у зв'язку з проходженням тут найважливішої транспортної магістралі. З початком реконструкції Військово-Грузинської дороги в Гудаурі була започаткована залізнична станція Гудаур.
Розвиток гірськолижного курорту Гудаурі почався в 1975—1985 рр. і триває досі. Лижний сезон починається в грудні і триває до квітня, середня товщина снігового покриву взимку досягає 1,5 метрів. Траси обладнано підйомниками, нижня станція на висоті 1990 метрів, верхня — на висоті 3307 метрів (вищі точки гора Садзеле і гора Кудебі).

## Спорт і розваги
- Школа гірських лиж і сноуборду
- Спідрайдинг — школа і місця для тренувань.
- Сноукайтинг.
- Польоти на параплані з інструктором, навчання польотам.[3]
- Школа фрірайду.
- Скітуринг.
- Хеліскі.

## Трагедія на канатній дорозі 16 березня 2018 року
16 березня 2018 року на одній з канатних доріг курорту відбулася її зупинка (через перепади електричної напруги), і, потім, через помилки оператора підйомника, канатна дорога почала (з приблизно подвоєною швидкістю) рухатися в зворотному напрямку, сидіння з людьми почали на великій швидкості спускатися з гори. Одне сидіння зламалося об опору підйомника на повороті, і в цю перешкоду почали врізатися інші крісла. Більшість лижників встигли зістрибнути з крісел ще до того, як доїхали до опори, інші ж були викинуті з крісел під час розвороту.
Дорогу вдалося зупинити за дві хвилини після початку аварії. В результаті серйозно постраждали 11 осіб. За повідомленням першого віце-прем'єр міністра економіки та сталого розвитку Грузії Дмитра Кумсішвілі, причиною аварії став людський фактор.

## Топографична карта
- Аркуш карти K-38-53 пер. Крестовый. Масштаб: 1 : 100 000. Стан місцевості на 1987 р. Видання 1989 р. (рос.)